# Rite ashkénaze
Le rite ashkénaze (hébreu נוסח אשכנז noussa'h Ashkenaz) est le rite liturgique du siddour ou mahzor de la plupart des Juifs originaires d’Europe centrale et occidentale.
Du fait de la dispersion des communautés ashkénazes à travers l’Europe, deux rituels se sont constitués avec le temps, le Minhag Ashkenaz (« rite allemand ») suivi par les descendants des Juifs allemands établis au sud et à l’ouest de l’Elbe (dont la communauté de Franfort-sur-le-Main) tandis que les descendants de Juifs d’Europe de l’Est qui n’étaient pas affiliés au hassidisme suivent le Minhag Polin (« rite polonais »). Les communautés originaires du nord-Est de l’Allemagne, dont celle de Hambourg, se rattachaient au rite polonais bien que leurs traditions musicales et leur prononciation de l’hébreu se rapprochassent davantage de celles de leurs voisins que de celles des Juifs polonais. Le Minhag Anglia (« rite anglais ») se base sur celui de Hambourg et présente le même caractère hybride tandis que le rite alsacien se rapproche de celui de Francfort.